# Самар (врх)
Самар је највиши врх на Гледићким планинама, и његова висина износи 922 метра.

## Историја
Врх Самар се помиње у извештају Главног просветног савета из 1894. године, где се од картографа Петра Манојловића тражи да унесе разне исправке у свој нацрт школске карте Балканског полуострва, међу којима је обележавање врхова Самар и Тиква на Гледићким планинама. Службени војни лист 1901. године помиње да се на Самару налази триангулацијска пирамида другог реда.

## Планинарење
Самар је највиша тачка "Гледићке трансверзале", мреже планинарских стаза са маркацијама које повезују највише тачке и знаменитости на Гледићким планинама. Телевизија Нова је 2023. направила репортажу о Самару, где га је назвала "једним од најлепших видиковаца наше земље".